# Stigler, Oklahoma
Stigler är administrativ huvudort i Haskell County i Oklahoma. Orten har fått sitt namn efter grundaren Joseph S. Stigler. Enligt 2010 års folkräkning hade Stigler 2 685 invånare.

## Kända personer från Stigler
- William G. Stigler, politiker